# 2 novembre
Il 2 novembre è il 306º giorno del calendario gregoriano (il 307º negli anni bisestili). Mancano 59 giorni alla fine dell'anno.

## Eventi
- 676 – Dono diventa papa
- 743 – L'imperatore Costantino V Copronimo si rimpossessa del trono di Costantinopoli accecando e imprigionando l'usurpatore Artavasde
- 1772 – Guerra d'indipendenza americana: Samuel Adams e Joseph Warren formano il primo Comitato di corrispondenza
- 1783 – A Rocky Hill (New Jersey), il generale statunitense George Washington pronuncia il suo Discorso di addio all'esercito
- 1795 – Nasce James K. Polk, futuro 11º presidente degli Stati Uniti d'America
- 1861 – Guerra di secessione americana: il generale unionista John C. Fremont viene sollevato dal comando e sostituito da David Hunter
- 1865 – Nasce Warren G. Harding, futuro 29º presidente degli Stati Uniti D'America
- 1889 – Nord e Sud Dakota vengono ammessi come 39º e 40º Stato degli USA
- 1900 – Ribellione dei Boxer: 330 italiani comandati dal colonnello Vincenzo Garioni occupano la cittadina di Cunansien, anticipando sul tempo i francesi
- 1917 – Sionismo: la dichiarazione Balfour proclama il supporto britannico all'insediamento ebraico in Palestina
- 1930 – Hailé Selassié viene incoronato imperatore d'Etiopia
- 1936 – Viene fondata la Canadian Broadcasting Corporation
- 1936 – La BBC comincia le regolari trasmissioni televisive con un segnale da almeno 200 linee (poi convertite a 475 alcuni anni dopo)
- 1938 – Con il Primo arbitrato di Vienna l'Italia fascista e la Germania nazista obbligano la Cecoslovacchia a cedere vaste porzioni della Slovacchia meridionale e della Rutenia all'Ungheria
- 1947 – In California, il progettista Howard Hughes compie il volo inaugurale dello Spruce Goose, il più grande aeroplano ad ala fissa mai costruito (il volo durò solo otto minuti)
- 1948 – Harry S. Truman sconfigge Thomas E. Dewey nelle elezioni presidenziali statunitensi
- 1960 – La Penguin Books viene trovata non colpevole di oscenità nel caso de L'amante di Lady Chatterley
- 1963 – Il presidente sudvietnamita Ngô Đình Diệm viene assassinato a seguito di un colpo di Stato militare
- 1966 – Il Cuban Adjustment Act entra in vigore, dando a 123.000 cubani l'opportunità di fare richiesta di residenza permanente negli Stati Uniti
- 1967 – Guerra del Vietnam: il presidente statunitense Lyndon B. Johnson tiene una riunione segreta con un gruppo dei più prestigiosi leader nazionali ("gli Uomini Saggi") e chiede loro di suggerire modi per unire il popolo americano in appoggio allo sforzo bellico. Questi concludono che l'opinione pubblica necessita di ricevere rapporti più ottimistici sui progressi della guerra
- 1975 – Viene ucciso all'Idroscalo di Ostia Pier Paolo Pasolini
- 1976 – Jimmy Carter sconfigge il presidente uscente Gerald Ford e diventa il primo candidato proveniente dagli Stati secessionisti a vincere le elezioni dai tempi della guerra di secessione americana
- 1983 – Nel Giardino delle Rose della Casa Bianca, il presidente Ronald Reagan firma una legge che istituisce una festività federale, da tenersi ogni terzo lunedì di gennaio, per commemorare Martin Luther King Jr.: il Martin Luther King Day
- 1984 – Velma Barfield diventa la prima donna giustiziata negli Stati Uniti dal 1962
- 2000 – Il primo equipaggio giunge sulla Stazione Spaziale Internazionale
- 2000 – Fa la sua prima apparizione John Titor
- 2001 – Monsters & Co. debutta nelle sale con la miglior vendita di biglietti di sempre per un film animato (sesto in classifica indipendentemente dal genere)
- 2004 – Viene ucciso il regista olandese Theo van Gogh, nipote del celebre pittore: aveva girato un film sulla violenza sulle donne nel mondo islamico per il quale aveva ricevuto critiche da esponenti musulmani dei Paesi Bassi e minacce di morte; per l'omicidio verrà poi arrestato un uomo di origine marocchina
- 2012 – Esce nelle sale cinematografiche statunitensi il film Ralph Spaccatutto, 52º Classico Disney

## Nati
Ci sono circa 1 070 voci su persone nate il 2 novembre; vedi la pagina Nati il 2 novembre per un elenco descrittivo o la categoria Nati il 2 novembre per un indice alfabetico.

## Morti
Ci sono circa 520 voci su persone morte il 2 novembre; vedi la pagina Morti il 2 novembre per un elenco descrittivo o la categoria Morti il 2 novembre per un indice alfabetico.

## Feste e ricorrenze

### Civili
Giornata mondiale per mettere fine all'impunità per crimini contro i giornalisti

### Religiose
Cristianesimo:
- Commemorazione di tutti i fedeli defunti
- Santi Abati di Agauno
- Santi Acindino, Pegasio, Aftonio, Elpidiforo, Anempodisto e compagni, martiri in Persia
- Sant'Ambrogio abate
- Santi Carterio, Stiriaco, Tobia, Eudossio, Agapio e compagni, martiri
- San Donnino di Vienne, vescovo
- Sant'Erc di Slane, vescovo
- San Giorgio di Vienne, vescovo
- San Giusto di Trieste, martire
- San Malachia di Armagh, vescovo
- San Marciano di Siria, confessore
- Santa Santa Winifred (Vinfreda del Galles), vergine e martire
- San Vittorino di Petovio, vescovo e martire
- Beati Corrado e Voislao, martiri in Prussia
- Beata Giovanna Maria Cavenago, badessa
- Beato John Bodey, martire
- Beata Margherita di Lorena, vedova
- Beato Pio di San Luigi, religioso passionista

Rastafarianesimo:
- Celebrazione dell'incoronazione di Hailé Selassié